# Шинтеряг-Гаре
Шинтеряг-Гаре (рум. Șintereag-Gară) — село у повіті Бистриця-Несеуд в Румунії. Входить до складу комуни Шинтеряг.
Село розташоване на відстані 335 км на північний захід від Бухареста, 17 км на захід від Бистриці, 67 км на північний схід від Клуж-Напоки.

## Населення
За даними перепису населення 2002 року у селі проживали 129 осіб.
Національний склад населення села:
| Національність | Кількість осіб | Відсоток |
| -------------- | -------------- | -------- |
| румуни         | 90             | 69,8%    |
| українці       | 14             | 10,9%    |
| угорці         | 13             | 10,1%    |
| цигани         | 12             | 9,3%     |

Рідною мовою назвали:
| Мова       | Кількість осіб | Відсоток |
| ---------- | -------------- | -------- |
| румунська  | 92             | 71,3%    |
| угорська   | 13             | 10,1%    |
| циганська  | 12             | 9,3%     |
| українська | 12             | 9,3%     |